# Muhlenbergia curviaristata
Muhlenbergia curviaristata là một loài thực vật có hoa trong họ Hòa thảo. Loài này được (Ohwi) Ohwi mô tả khoa học đầu tiên năm 1941.